# Макдугал (Арканзас)
Макдугал (англ. McDougal) — місто (англ. town) в США, в окрузі Клей штату Арканзас. Населення — 134 особи (2020).

## Географія
Макдугал розташований за координатами 36°26′12″ пн. ш. 90°23′27″ зх. д. / 36.43667° пн. ш. 90.39083° зх. д. (36.436550, -90.390712).  За даними Бюро перепису населення США в 2010 році місто мало площу 0,97 км², уся площа — суходіл.

## Демографія
Згідно з переписом 2010 року, у місті мешкало 186 осіб у 77 домогосподарствах у складі 55 родин. Густота населення становила 192 особи/км².  Було 106 помешкань (109/км²). 
Расовий склад населення:
| - 94,1 % — білих - 0,5 % — вихідців з тихоокеанських островів - 0,5 % — чорних або афроамериканців - 1,1 % — осіб інших рас |

До двох чи більше рас належало 3,8 %. Іспаномовні складали 1,1 % від усіх жителів.
За віковим діапазоном населення розподілялося таким чином: 21,5 % — особи молодші 18 років, 59,7 % — особи у віці 18—64 років, 18,8 % — особи у віці 65 років та старші. Медіана віку мешканця становила 43,0 року. На 100 осіб жіночої статі у місті припадало 104,4 чоловіків;  на 100 жінок у віці від 18 років та старших — 102,8 чоловіків також старших 18 років.
Середній дохід на одне домашнє господарство  становив 35 711 долар США (медіана — 31 250), а середній дохід на одну сім'ю — 39 778 доларів (медіана — 35 000). За межею бідності перебувало 28,2 % осіб, у тому числі 22,5 % дітей у віці до 18 років та 9,1 % осіб у віці 65 років та старших.
Цивільне працевлаштоване населення становило 62 особи. Основні галузі зайнятості: транспорт — 16,1 %, виробництво — 16,1 %, сільське господарство, лісництво, риболовля — 16,1 %.